# Shrek the Third
Shrek the Third (in Nederland en Vlaanderen ook wel Shrek de Derde genoemd) is een Amerikaanse computeranimatiefilm uit 2007, onder regie van Chris Miller en Raman Hui. Het is de derde film uit de Shrek-reeks. Stemmen worden vertolkt door Mike Myers, Cameron Diaz, Eddie Murphy en Antonio Banderas.
De film droeg bij de productie de werktitel Shrek 3, maar dat werd voor uitgave veranderd; mogelijk om verwarring met Shrek 3-D te voorkomen.

## Verhaal
Koning Harold ligt als kikker op zijn sterfbed en vertelt zijn schoonzoon Shrek en dochter Princess Fiona in het bijzijn van Koningin Lillian dat ze als koppel de eerste troonopvolgers zijn om koning en koningin van Far Far Away te worden. Shrek ziet het als oger niet zitten om de verantwoordelijkheid van het koningschap op zich te nemen, maar stuit op een lichtpunt wanneer Harold hem vertelt dat zich nog één andere erfgenaam op deze wereld begeeft: Arthur Pendragon, het jonge neefje van de koning.
Shrek, Donkey en de Gelaarsde Kat vertrekken met de kapitein per boot naar Worcestershire Academy, een elitaire kostschool waar de 16-jarige Artie zich door iedereen – onder wie ridder Lancelot – ondersteboven laat lopen. Shrek probeert Artie op tactvolle wijze te overtuigen het koningschap te accepteren, maar Donkey en de Gelaarsde Kat maken de stumper tijdens de terugreis bang met verhalen over de verantwoordelijkheden die gelden voor een koning in zijn koninkrijk. In paniek tracht Artie het roer in handen te nemen, maar het vaartuig strandt (on)gelukkigerwijs op het eiland waar de enigszins geschifte tovenaar Merlijn, Arties voormalig onderwijzer, zijn teruggetrokken leven leidt.
De op wraak beluste Prince Charming schaart in de taverne Poison Apple een horde sprookjesfiguren bijeen – Kapitein Haak, de Cycloop, de Hoofdloze Ruiter, Stromboli de Poppenspeler, de Boze Koningin, Repelsteeltje en lelijke stiefzus Mabel, aangevuld met een assortiment aan boze bomen (Steven en Ed), heksen, zwarte ridders, piraten en vogelvrijen – om te vechten voor hun eigen "happily ever after". Charming en handlangers dringen Far Far Away binnen en vallen het kasteel aan, waar de bandieten Gingerbread Man, Pinocchio, de Grote Boze Wolf, de Drie Biggetjes, Dragon en de dronkeys gevangennemen. Princess Fiona en Koningin Lillian slaan samen met Assepoester, Sneeuwwitje, Doornroosje, Rapunzel en lelijke stiefzus Doris op de vlucht, maar worden in hun vrouwelijke kragen gegrepen wanneer Rapunzel hen verraadt omwille van haar verliefdheid voor de mislukte droomprins. Kapitein Haak en zijn piraten volgen Shrek, Donkey en de Gelaarsde Kat naar Merlijn's eiland, waar ze de groene oger willen vangen en zijn vrienden willen doden. Shrek en Artie zorgen ervoor dat de bandieten de benen nemen, waarbij Kapitein Haak nog even vluchtig vertelt van de overname van Far Far Away door Charming en handlangers.
Sinds het minder blije nieuws van Fiona's zwangerschap wordt Shrek geteisterd door nachtmerries over talloze ogerbaby's die zijn vredige bestaan tot hel maken, maar de arme groenling maakt zich zorgen om zijn huidige vrouw en toekomstige kinderen. De sympathieke oger geeft Artie de opdracht om naar de veiligheid van Worcestershire Academy terug te keren, maar de kroonprins in spe haalt Merlijn over zijn pensioen op te geven en zijn magie te gebruiken om Shrek, Donkey en de Gelaarsde Kat met hem naar Far Far Away te toveren (waarbij de ezel en de kat abusievelijk van gedaante verwisselen).
In het door de vijand overgenomen koninkrijk blijkt Prince Charming van plan om Shrek 's avonds in een toneelstuk voorgoed het zwijgen op te leggen – hij voelt zich beroofd van zijn "happily ever after" – en laat zijn handlangers Shrek, Artie, Donkey en de Gelaarsde Kat gevangennemen. Charming wil Artie doden om de troon veilig te stellen, maar Shrek steekt een stokje tussen de moordplannen van de prutsprins door te vertellen dat de jongen enkel een pion is in zijn doel van het koningschap. Donkey en de Gelaarsde Kat worden in een cel gedropt waar Fiona zich opwindt over het gebrek aan initiatief bij de andere dames. Maar Lillian weet de stenen muren met het hoofd tot gruzelementen te slaan. De prinses en de koningin nemen Assepoester, Sneeuwwitje, Doornroosje, en Doris op sleeptouw om Shrek te bevrijden, terwijl Donkey en de Gelaarsde Kat alles in het werk stellen om Gingerbread Man, Pinocchio, de Grote Boze Wolf, de Drie Biggetjes, Dragon en de dronkeys uit hun hachelijke situaties te redden. Donkey en de Gelaarsde Kat komen Artie op hun pad tegen en leggen hem uit dat Shrek hem met zijn leugen louter van de dood heeft willen redden.
Op het toneel verzamelt Prince Charming alle moed om Rapunzel uit haar toren te bevrijden, maar de geketende Shrek weet de steun van het publiek te winnen door het acteerspel van de prins belachelijk te maken. Als Charming op het punt staat Shrek met zijn zwaard te doden, lijken alle ontsnapte sprookjesfiguren hun plankenkoorts te overwinnen en storten zich op Charming en handlangers, maar de slechteriken zijn in de meerderheid. Artie verschijnt plotseling in de arena en doet de bandieten van hun kwade paden afwijken. Acteren vereist aanzienlijk veel talent, maar de werkelijkheid doet een nog veel hoger beroep op de gaven van monster, mens en dier.

## Rolverdeling
| Personage                                               | Engelse stem                     | Nederlandse stem  | Vlaamse stemmen     |
| ------------------------------------------------------- | -------------------------------- | ----------------- | ------------------- |
| Shrek                                                   | Mike Myers                       | Peter Blok        | Lucas Van den Eynde |
| Donkey (Ezel)                                           | Eddie Murphy                     | Carlo Boszhard    | Gene Bervoets       |
| Princess Fiona (Prinses Fiona)                          | Cameron Diaz                     | Angela Schijf     | Vera Mann           |
| Puss in Boots (De Gelaarsde Kat)                        | Antonio Banderas                 | Jon van Eerd      | Axel Daeseleire     |
| Arthur "Artie" Pendragon ("Tuurke")                     | Justin Timberlake                | Pepijn Gunneweg   | Jelle Cleymans      |
| Prince Charming (Droomprins)                            | Rupert Everett                   | Tony Neef         | Tom van den Broeck  |
| King Harold (Koning Harold)                             | John Cleese                      | Wim van Rooij     | Jos Dom             |
| Queen Lillian (Koningin Lillian)                        | Julie Andrews                    | Beatrijs Sluijter | Katrien De Becker   |
| Merlin (Merlijn)                                        | Eric Idle                        | Laus Steenbeeke   | Warre Borgmans      |
| Gingerbread Man (Peperkoekmannetje)                     | Conrad Vernon                    | Stan Limburg      |                     |
| Pinocchio (Pinokkio)                                    | Cody Cameron                     | Stan Limburg      |                     |
| The Three Little Pigs (De Drie Biggetjes)               | Cody Cameron                     | Olaf Wijnants     |                     |
| The Big Bad Wolf (De Grote Boze Wolf)                   | Aron Warner                      | Pim Koopman       |                     |
| The Three Blind Mice (De Drie Blinde Muizen)            | Christopher Knights              | Jeroen Keers      |                     |
| Snow White (Sneeuwwitje)                                | Amy Poehler                      | Chantal Janzen    |                     |
| Cinderella (Assepoester)                                | Amy Sedaris                      | Bianca Krijgsman  |                     |
| Sleeping Beauty (Doornroosje)                           | Cheri Oteri                      | Anneke Beukman    |                     |
| Rapunzel                                                | Maya Rudolph                     | Lottie Hellingman |                     |
| Doris (De Lelijke Stiefzus)                             | Larry King                       | Gordon            |                     |
| Captain Hook (Kapitein Haak)                            | Ian McShane                      | Kees van Lier     |                     |
| Mabel (De Lelijke Stiefzus)                             | Regis Philbin                    | Gerard Joling     |                     |
| Lancelot                                                | John Krasinski                   | Mark Omvlee       |                     |
| The Evil Queen (De Boze Koningin)                       | Susanne Blakeslee                | Marjolijn Touw    |                     |
| Cyclops (Cycloop)                                       | Mark Valley                      | Huub Dikstaal     |                     |
| Ship Captain (Kapitein)                                 | Seth Rogen                       | Huub Dikstaal     |                     |
| Rumplestiltskin (Repelsteeltje)                         | Conrad Vernon                    | Bas Keijzer       |                     |
| Headless Horseman (Hoofdloze Ruiter)                    | Conrad Vernon                    | Wim van Rooij     |                     |
| Stromboli the Pupper Master (Stromboli de Poppenspeler) | Chris Miller                     | Finn Poncin       |                     |
| Evil Tree (Boze Boom)                                   | Christopher Knights Andrew Birch | Stan Limburg      |                     |
| Fiddlesworth (Friemelstein)                             | Kelly Asbury                     | Ruud Drupsteen    |                     |
| Guinevere                                               | Latifa Ouaou                     |                   |                     |
| Tiffany                                                 | Kelly Cooney                     |                   |                     |
| Raul                                                    | Guillaume Aretos                 |                   |                     |
| Xavier                                                  | Walt Dohrn                       |                   |                     |
| Principal Pynchley                                      | Walt Dohrn                       | Ruud Drupsteen    |                     |
| Gary                                                    | Tom McGrath                      |                   |                     |
| Boze Dwerg                                              | David P. Smith                   | Sander de Heer    |                     |

Een leraar is ingesproken door Sean Bishop, en de ogerbaby's door Jasper Johannes Andrews, Zachary James Bernard, Dante James Hauser en Jordan Alexander Hauser.

De Nederlandse nasynchronisatie is geregisseerd door Maria Lindes. De overige Nederlandse stemmen zijn ingesproken door Jannemien Cnossen, Huub Dikstaal, Nicoline van Doorn, Ruud Drupsteen, Sander de Heer, Bas Keijzer, Jonas Leopold, Marjolijn Touw, Patrick Verboven, Leon Wiedijk, Barry Worsteling, Bertine van Geelkerken-van Voorst, Remco Langendoen, Stephan Kern en Freek Wennekes.

## Achtergrond

### Notities
- In totaal lenen vijf acteurs van Saturday Night Live hun stem uit voor personages; Mike Myers, Eddie Murphy, Amy Poehler, Cheri Oteri en Maya Rudolph. Daarnaast verlenen twee acteurs van Monty Python hun bijdrage: John Cleese en Eric Idle.
- McDonald's geeft tijdens een actieperiode bij ieder Happy Meal een Shrek-glas cadeau. Bij Shrek en Shrek 2 heeft Burger King de promotie verzorgd.
- De film bevat enkele referenties naar de werken van Monty Python. Zo gebruikt prince Charming aan het begin van de film een kokosnoot om het geluid van paardenhoeven te imiteren; een techniek die ook werd gebruikt door de ridders in Monty Python and the Holy Grail.

### Filmmuziek
- 1. Eels - Royal Pain
- 2. The Ramones - Do You Remember Rock n' Roll Radio?
- 3. Led Zeppelin - Immigrant Song
- 4. Fergie - Barracuda
- 5. Wings - Live and Let Die
- 6. Matt White - Best Days
- 7. Wolfmother - Joker and the Thief
- 8. Trevor Hall - Other Ways
- 9. Harry Chapin - Cat's in the Cradle
- 10. Eels - Losing Streak
- 11. Macy Gray - What I Gotta Do
- 12. Antonio Banderas & Eddie Murphy - Thank You (Falletin' Me Be Mice Elf Again)
- 13. Rupert Everett & Maya Rudolph - Final Showdown
- 14. Charming's Plan
- 15. Damien Rice & Lisa Hannigan - 9 Crimes

### Ontvangst
Shrek the Third werd matig tot slecht ontvangen door de pers. Op de website Rotten Tomatoes heeft Shrek the Third een score van 41 procent, ver onder de score van de originele Shrek en Shrek 2. David Ansen omschreef de film als een film meer gericht op oudere kijkers.
Ondanks de matige recensies deed de film het wel goed qua kaartverkoop. Shrek the Third ging in Noord-Amerika in première in 4.122 bioscopen en bracht daar de eerste dag 38 miljoen dollar op, destijds een record voor een animatiefilm. De wereldwijde opbrengst kwam uit op 798,9 miljoen. Daarmee was Shrek the Third in financieel opzicht de op drie na succesvolste film van 2007, net achter Spider-Man 3, Harry Potter and the Order of the Phoenix en Pirates of the Caribbean: At World's End.

## Prijzen en nominaties
Shrek the Third won aanzienlijk minder prijzen dan zijn twee voorgangers. In totaal won de film 4 prijzen en hij werd voor nog eens 13 genomineerd.
De gewonnen prijzen zijn:
- Twee Golden Trailers (beste filmposter en beste televisietrailer)
- De Blimp Award voor favoriete stem in een animatiefilm (Eddie Murphy)
- De People's Choice Award voor favoriete familiefilm

De film werd onder andere genomineerd voor een Saturn Award en een Annie Award.